# ريس مارشال
ريس مارشال (بالإنجليزية: Rhys Marshall)‏ هو لاعب اتحاد الرغبي نيوزيلندي، ولد في 12 أكتوبر 1992 في نيو بلايموث في نيوزيلندا.

## وصلات خارجية
- ريس مارشال على موقع ItsRugby.co.uk (الإنجليزية)